# Devlet
Devlet este un termen turc otoman ce literalmente înseamnă stat. În concepția politică otomană, termenul devlet era folosit pentru a face referire la carisma regală a sultanului, reprezentând, deci, harul pe care conducătorul îl avea, ce îi asigura victorii în luptă și legitimitate în cârmuirea statului. Devletul este oferit de către Allah celor aleși de el ca să conducă și dovedit prin victoriile militare. 
Conceptul de devlet este în special comun în prima parte a existenței imperiului, fiind folosit în lucrări istorice și în cronici cu scopul de a-l preaslăvi pe sultan și a-i legitima conducerea statului. În lucrări precum Ahvāl-i Sultān Mehemmed (Faptele Sultanului Mehmed), scrisă în perioada interregnului otoman, conceptul de devlet era îmbinat cu cel de justiție și de ordine socială.